# Grazac (Tarn)
Grazac è un comune francese di 501 abitanti situato nel dipartimento del Tarn nella regione dell'Occitania.

## Società

### Evoluzione demografica
Abitanti censiti